# Melodies＆Memories II
『Melodies & Memories II』（メロディーズ＆メモリーズ・ツー），是夏之管(TUBE)的第2張的超級情歌名曲精選輯。

## 解説
- 冬天的夏之管 給您今年冬天最溫暖的動人情歌『夏之管超級情歌名曲精選輯II』。
- 「十年後的愛情故事」、「想變成彩虹」、「何處不相逢」、「湘南My Love」等由夏之管歌迷情熱票選，共15首溫暖您心靈深處的超級動人情歌精選專輯『夏之管超級情歌名曲精選輯II』！
- 繼7年前首張百萬銷售超級情歌精選輯創下驚人銷售佳績後，讓喜愛夏之管的歌迷們，等待許久的情歌精選輯終於感動登場。
- 推出後立即登上日本Oricon專輯榜Top 2，並且持續發燒狂賣中。
- 整張專輯的收錄曲從01.「十年後的愛情故事」開始，變徐徐道出整張專輯如故事般的情歌物語。
- 另外專輯的封面和內頁都是日本知名漫畫插畫大師，渡瀨正造的精心雕琢的作品，封面上男女主角遙望遠方的情景與每首歌曲的插畫，就彷彿是帶領您進入夏之管最感人的情感故事的世界。
- 另外02.『如果和妳在一起』此曲在日本，是結婚的必播名曲。其他還有去年暢銷人氣單曲12.「想變成彩虹」等全部15首，夏之管成名以來耳熟能詳的超級情歌，呈獻給您今年冬天最夏之管最溫暖的愛情故事！

## 收錄曲目
（全作詞：前田亘輝／作曲：春畑道哉／編曲：夏之管(TUBE)（特記以外）） 

### DISC1
1. 十年後的愛情故事（十年先のラブ・ストーリー）
2. 如果和妳在一起（君となら）
3. 純粋（Purity ～ピュアティー～）
4. 世上只有妳（世界で君だけが...）
5. 夏日終曲...（夏の終わりに...）
6. 湘南My Love（湘南My Love）
7. 女神們! 休息一下吧!（女神達よそっとお休み）
8. Keep On Sailin
9. 何處不相逢（きっとどこかで）
10. Ocean in a blue moon
11. 夏日禮讚（夏よありがとう）
12. 想變成彩虹（虹になりたい）
13. 給妳的情歌（君へのバラード）
14. Smile for me
15. 今天起永不分離（今日からずっと）

### DISC2 DVD
1. 十年後的愛情故事（十年先のラブ・ストーリー）TUBE Live Around 2001 「Soul Surfin' Crew」的収録。